# Dakoticancroidea
Dakoticancroidea là một siêu họ cua đã tuyệt chủng, gồm có sáu loài trong năm chi, chia ra làm hai họ. Hóa thạch của họ Dakoticancridae chỉ được tìm thấy ở những lớp đá thời Creta muộn tại Bắc Mỹ, còn loài duy nhất của họ Ibericancridae chỉ hiện diện tại Tây Ban Nha.
Dakoticancridae Rathbun, 1917
- Avitelmessus grapsoideus Rathbun, 1923
- Dakoticancer australis Rathbun, 1926
- Dakoticancer overana Rathbun, 1917
- Seorsus wadei Bishop, 1988
- Tetracarcinus subquadrata Weller, 1905

Ibericancridae Artal, Guinot, Van Bakel & Castillo, 2008
- Ibericancer sanchoi Artal, Guinot, Van Bakel & Castillo, 2008